# Zavîdovo, Muncaci
Zavîdovo (în ucraineană Завидово) este o comună în raionul Muncaci, regiunea Transcarpatia, Ucraina, formată numai din satul de reședință.

## Demografie
Componența lingvistică a comunei Zavîdovo
     Ucraineană (98,54%)
     Alte limbi (0,55%)
Conform recensământului din 2001, majoritatea populației comunei Zavîdovo era vorbitoare de ucraineană (98,54%), existând în minoritate și vorbitori de alte limbi.